# Даоські сексуальні практики

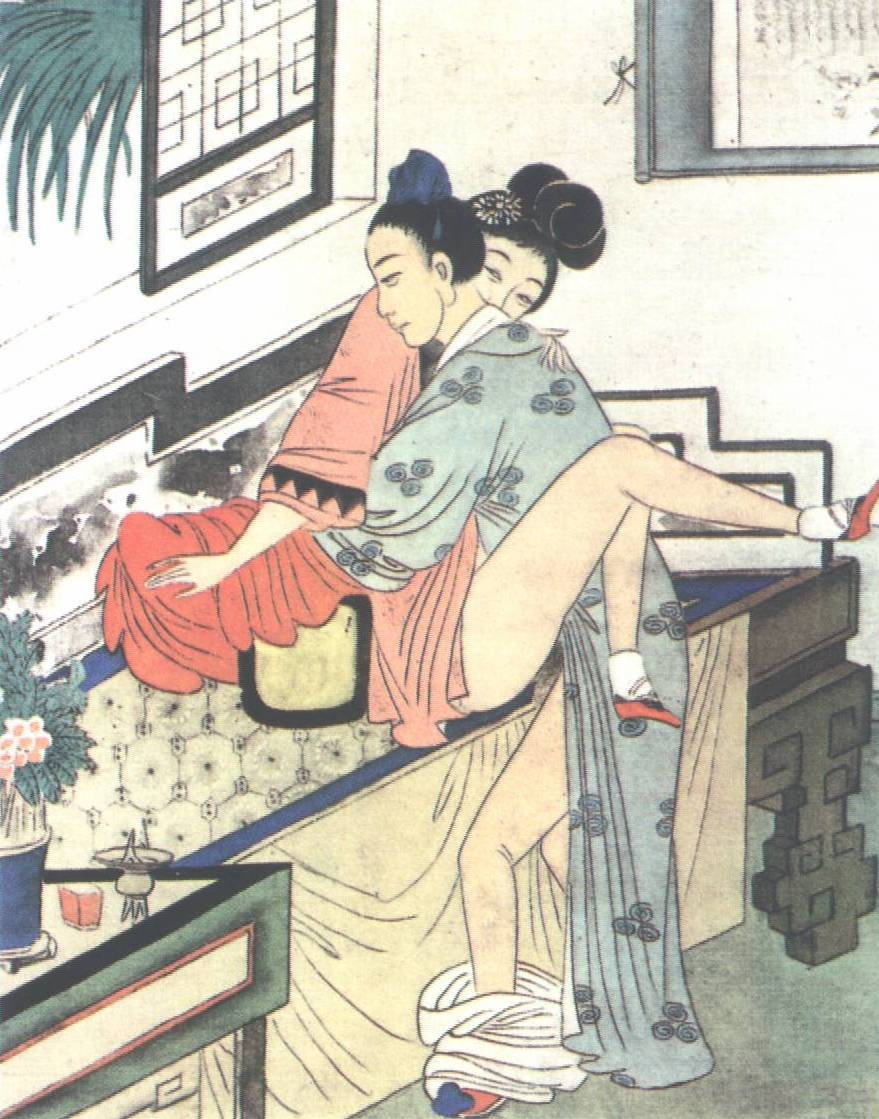
Китайська гравюра із зображенням «Злиття сутностей», заснована на мистецтві династії Тан

Даоські сексуальні практики — це способи, якими даоси можуть практикувати сексуальну активність. Ці практики також відомі як «об'єднання енергії» або «об'єднання сутностей». Практикуючі вважають, що, виконуючи ці сексуальні навички, можна зберегти гарне здоров'я, досягти довголіття і/або духовного прогресу.

## Історія
Деякі даоські секти під час династії Хань виконували статевий акт як духовну практику, яка називалася хеці (合氣, «об'єднання енергії»).  Перші сексуальні тексти, які збереглися до наших днів, це ті, що були знайдені в Мавандуї. Хоча на той час даосизм ще не повністю розвинувся як філософія, ці тексти мали деякі дивовижні подібності з текстами пізнішої династії Тан, такими як Ішінпо (醫心方). Імовірно, сексуальне мистецтво досягло свого апогею між кінцем династії Хань і кінцем династії Тан.
Після 1000 року нашої ери конфуціанське стримане ставлення до сексуальності стало сильнішим, так що до початку правління династії Цін у 1644 році секс став темою табу у суспільному житті. Конфуціанці стверджували, що поділ статей у більшості соціальних видів діяльності існував 2000 років тому і пригнічував сексуальне мистецтво. Через табу на секс під час епохи Цін в літературі було багато цензури, а сексуальне мистецтво зникло з суспільного життя. У результаті деякі тексти збереглися лише в Японії, і більшість учених навіть не підозрювали, що в ранньому Китаї існувала така відмінна концепція статі.

## Античні та середньовічні практики

### Ці(життєва сила) іцзин(сутність)
Основою всього даоського мислення є те, що ці (氣) є частиною всього існуючого. Ці пов'язана з іншою енергетичною речовиною, що міститься в людському тілі, відомою як цзін (精), і як тільки все це буде витрачено, тіло помирає. Цзин можна втратити багатьма способами, але особливо через втрату рідини організмом. Даоси можуть використовувати практики для стимулювання/збільшення та збереження своїх тілесних рідин значною мірою. Рідина, яка, як вважають, містить найбільше цзін, це сперма. Тому даоси вірять у зменшення частоти або повне уникнення еякуляції, щоб зберегти сутність життя.

### Контроль чоловічої еякуляції
Багато практикуючих даосизм пов'язують втрату еякуляційної рідини з втратою життєвої сили: надмірна втрата рідини призводить до передчасного старіння, хвороб і загальної втоми. У той час як деякі даоси стверджують, що людина ніколи не повинна еякулювати, інші надають конкретну формулу для визначення максимальної кількості регулярних еякуляцій для підтримки здоров'я.
Загальна ідея полягає в тому, щоб максимально обмежити втрату рідини до рівня вашої бажаної практики. Оскільки ці сексуальні практики передавалися протягом століть, деякі практикуючі надавали менше значення обмеженню еякуляції. Цей різновид був описаний як «…хоча деякі оголошують відсутність еякуляції шкідливим, інші засуджують надто швидку еякуляцію в надто поспіху». Однак (одначе), «утримання сперми» є одним з основоположних принципів даоської сексуальної практики.
Існують різні методи контролю еякуляції, запропоновані даосами. Щоб уникнути еякуляції, чоловік міг зробити одну з кількох речей: він міг вийняти статевий орган безпосередньо перед оргазмом, метод, який також називається «перерваний статевий акт». Другий метод передбачав тиск на промежину чоловіка, щоб таким чином він зміг утримати сперму. Хоча якщо це зробити неправильно, це може спричинити ретроградну еякуляцію, даоси вважали, що цзін підіймається в голову і «живить мозок». Вважалося, що кунілінгус ідеально підходить для запобігання втраті сперми та вагінальних рідин.

### Відпрацювання контролю
Інша важлива концепція «з'єднання сутностей» полягала в тому, що союз чоловіка та жінки призведе до створення цзін, типу сексуальної енергії. Під час заняття любов'ю утворюється цзін, і чоловік може перетворити частину цього цзін на ці та поповнити свою життєву силу. Займаючись якомога більше сексом, чоловіки мали можливість трансформувати все більше і більше цзін, і в результаті відчули багато переваг для здоров'я.

### Їнь та Ян
Концепція їнь та ян є важливою в даосизмі та, отже, також має особливе значення в сексі. Ян зазвичай стосувався чоловічої статі, тоді як їнь міг стосуватися жіночої статі. Чоловік і жінка були еквівалентом неба і землі, але стали роз'єднаними. Тому, хоча небо і земля вічні, чоловік і жінка страждають передчасною смертю. Кожна взаємодія між їнь і ян мала значення. Через це значення кожна поза та дія під час заняття любов'ю мали значення. Даоські тексти описували велику кількість спеціальних сексуальних поз, які служили для лікування або запобігання хворобам, подібно до Камасутри.
Існувало уявлення, що чоловіки вивільняють ян під час оргазму, а жінки — їнь під час оргазму. Кожен оргазм одного партнера підживлює енергію іншого партнера.

### Жінки
Для даосів секс був не лише задоволенням чоловіка. Жінка також повинна була бути стимульована і задоволена, щоб отримати користь від статевого акту. Суню (素女), жінка-радник Жовтого Імператора (Хуанді), відзначила десять важливих ознак жіночого задоволення. Якби секс здійснювався таким чином, жінка створила б більше цзін, а чоловік міг би легше поглинути цзін, щоб збільшити власну ці.
За словами Джолан Чанг, у ранній китайській історії жінки відігравали значну роль у Дао (道) любові, і що виродження в підлеглі ролі відбулося набагато пізніше в китайській історії. Жінкам також відводилося чільне місце в Ishinpō, де вихователем була жінка. Одна з причин, чому жінки мали велику силу під час статевого акту, полягала в тому, що вони відходили від цього акту. Жінка мала силу відроджувати життя, і їй не потрібно було хвилюватися про еякуляцію чи рефрактерний період. Цитуючи Лао-цзи з «Дао Те Цзін» : «Дух Долини невичерпний… Малюйте на ньому, як хочете, він ніколи не висихає»
Жінки також допомагали чоловікам продовжити життя. Багато стародавніх текстів були присвячені поясненням того, як чоловік може використовувати секс для продовження власного життя, але його життя продовжувалося лише через поглинання життєвої енергії жінки (цзін і ці). Деякі даоси почали називати статевий акт «битвою крадіжки та зміцнення». Ці сексуальні методи можна співвіднести з даоськими військовими методами. Замість штурму воріт, битва була серією фінтів і маневрів, які підірвали опір ворога. Фанг описав цю битву так: "Ідеалом для чоловіка було «перемогти» «ворога» в сексуальній «битві», тримаючи себе під повним контролем, щоб не виділяти сперму, і в той самий час збуджувати жінку, поки вона не досягне оргазм і скинула свою сутність Їнь, яку потім поглинув чоловік".
Джолан Чанг зазначає, що саме після династії Тан (618—906 рр. н. е.) «Дао любові» було «постійно спотворене», і що саме ці пізніші спотворення відображали бойові образи та елементи «вампірського» мислення. Інші дослідження раннього даосизму виявили більш гармонійне ставлення до спілкування Їнь та Ян.

### З багатьма партнерами
Однак ця практика не обмежувалася лише чоловіком на жінці, оскільки жінки могли робити те саме по черзі з чоловічим ян. Божество, відоме як Королева-Мати Заходу, як описувалося, не має чоловіка, натомість вступає в статевий акт із молодими незайманими чоловіками, щоб живити свою жіночу стихію.

### Вік партнерів
Деякі даоські секти династії Мін вважали, що одним зі способів для чоловіків досягти довголіття або «до безсмертя» є статеві зносини з незайманими, особливо молодими. Даоські сексуальні книги Лянпі і Санфен називають партнерку Дін (鼎) і рекомендують секс із незайманими перед менструацією.
Ліангпі приходить до висновку, що ідеальна Дінь — це незаймана до менархе трохи менше ніж 14 років, і слід уникати жінок старше 18 років. Санфен пішов далі й розділив партнерів Дін на три категорії за зменшенням важливості: незаймані, віком 14-16 років, незаймані менструючі дівчата 16-20 років і жінки 21-25 років.
За словами Ге Хонга, даоського алхіміка 4-го століття, «ті, хто шукає „безсмертя“, повинні вдосконалити найнеобхідніше. Вони полягають у зберіганні цзін, циркуляції ці та споживанні кращих ліків». Сексуальне мистецтво стосувалося першої заповіді, цінування цзін. Частково це пояснюється тим, що збереження цзін передбачало потрапляння його в мозок. Для того, щоб відправити цзін в мозок, чоловік повинен був утримуватися від еякуляції під час сексу. На думку деяких даосів, якби це було зроблено, цзін подорожував би хребтом і живив мозок, а не залишав тіло. Однак Ге Хонг також стверджує, що безглуздо вірити, що лише виконання сексуальних мистецтв може досягти безсмертя, а деякі стародавні міфи про сексуальне мистецтво були неправильно витлумачені та перебільшені. Дійсно, щоб досягти довголіття, поряд з алхімією потрібно було займатися сексуальним мистецтвом. Ге Хонг також попередив, що це може бути небезпечно, якщо практикуватися неправильно.

### Сучасні тексти
- Девід Дейда. Найвищий коханець. 2001 рік.
- Чанг, Джолан. Дао любові та сексу. Плюм, 1977.
- Чанг, Стівен Т. Дао сексології: Книга нескінченної мудрості. ТОВ «Тао Довголіття», 1986 р.
- Чіа, Мантак і Маніван. Зцілення любові через Дао: Культивування жіночої сексуальної енергії. Зцілення Тао, 1986.
- Чіа, Мантак і Майкл Вінн. Даоські секрети кохання: Культивування чоловічої сексуальної енергії. Аврора, 1984.
- Чіа, Мантак і Дуглас Абрамс Арава. Мультиоргазмічний чоловік. HarperCollins, 1996.
- Чіа, Мантак і Маніван . Мультиоргазмічна пара. HarperOne, 2002.
- Чіа, Мантак і Рейчел Карлтон Абрамс. Жінка з кількома оргазмами. Родейл, 2005.
- Франціс, Брюс. Даоська сексуальна медитація. North Atlantic Books, 2012.
- Холден, Лі та Рейчел Карлтон Абрамс. Даоські сексуальні секрети: використовуйте свою енергію Ці для екстазу, життєвої сили та трансформації — комплект аудіо компакт-дисків. Звучить правда, 2010.
- Сі Лай. Сексуальне вчення білої тигриці: секрети даоських майстрів. Книги долі, 2001.
- Нідхем, Джозеф. Наука і цивілізація в Китаї, 5:2. Кембридж: Кембридзький університет, 1983.
- Рейд, Деніел П. Дао здоров'я, сексу та довголіття. Саймон і Шустер, 1989.
- Робіне, Ізабель. Даосизм: зростання релігії (Стенфорд: Stanford University Press, 1997 [оригінал французькою, 1992]). ISBN 0-8047-2839-9
- Ван Гулік, Роберт. Сексуальне життя стародавнього Китаю: попередній огляд китайського сексу та суспільства з бл. 1500 р. до н. е. до 1644 р. н. е. Лейден: Brill, 1961. OL 13350221W
- Руан Фан Фу. Секс у Китаї: Дослідження сексології в китайській культурі Plenum Press, 1991. OL 13567038W
- Вік, Міке та Стефан. За межами тантри: зцілення через даоський священний секс. Findhorn Press, 2005. OL 16989994W
- Уайл, Дуглас. Мистецтво спальні: класична китайська сексуальна йога, включаючи тексти жіночої соло-медитації . Олбані: Університет штату Нью-Йорк, 1992.
- Зеттнерсан, Чіан. Taoist Bedroom Secrets, Twin Lakes, WI: Lotus Press, 2002. OL 8676171W

### Класичні тексти
- Су Ну Цзін (Su Nü Jing)
- Користь спальні для здоров'я
- Ішінпо (醫心方)(Ishinpō)
- «Безцінний рецепт» Сунь С'су-Мо (Тан)
- «Hsiu Chen Yen I», Ву Сянь (Хань)